# تعويق الغليان

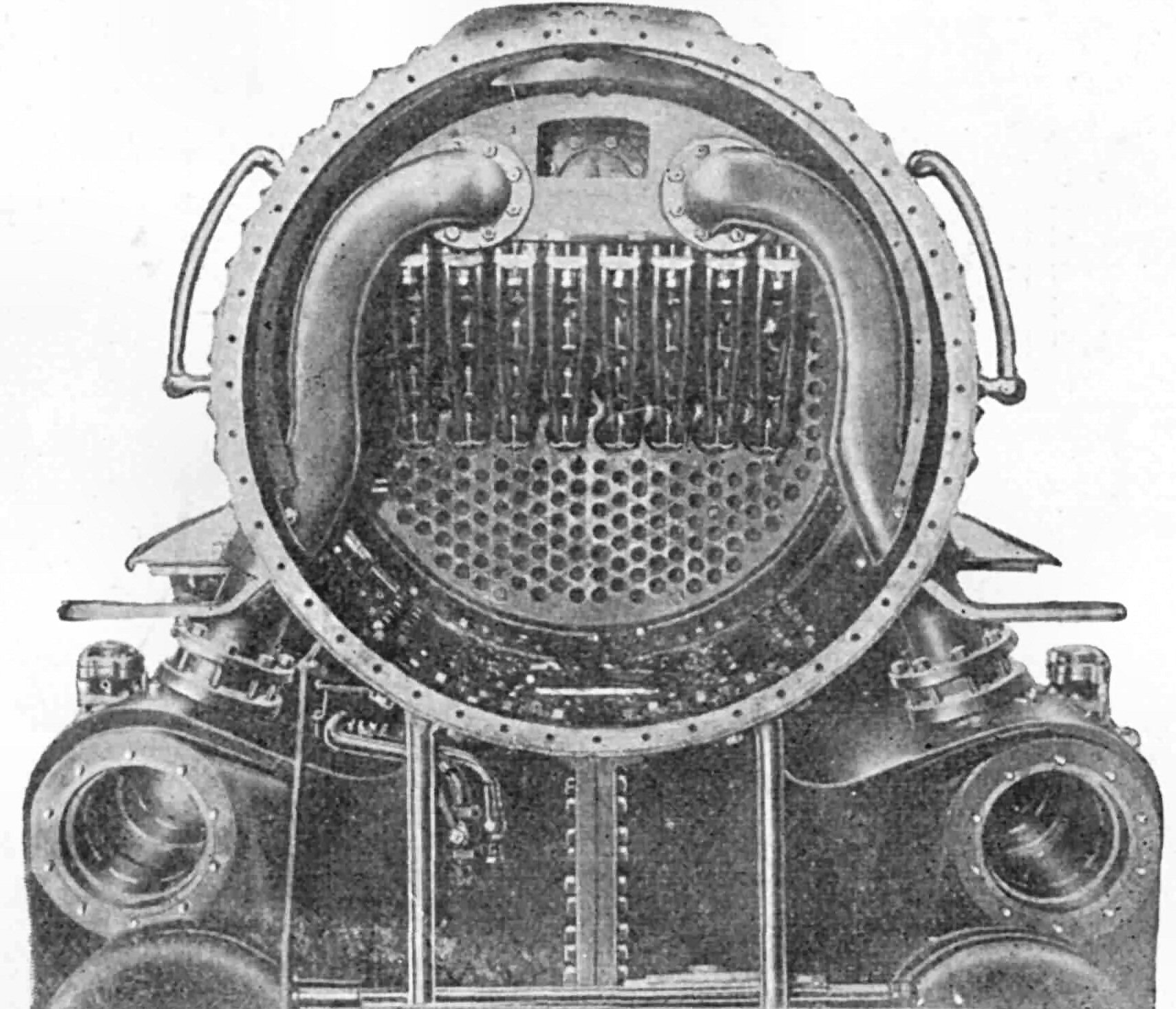

تتناول هذه المقالة ظاهرة وجود السائل في حالة شبه مستقرة فوق نقطة الغليان. انظر الماء مفرط الإحماء للماء المضغوط فوق 100 درجة مئوية. وانظر محمصات البخار المتعلقة بالجهاز المستخدم في المحرك البخاري.
في الفيزياء، يشير تعويق الغليان, أو تعوق الغليان إلى ظاهرة تسخين السائل إلى درجة حرارة أعلى من نقطة غليان هذا السائل دون أن يغلي السائل. ويحدث فرط الإحماء بتسخين المادة المتجانسة في وعاء نظيف بعيدًا عن أماكن التنوي مع مراعاة عدم إفلاق السائل.

## السبب
يقال إن الماء «يغلي» عندما تتكون فقاعات بخار الماء دون حد وتندفع إلى السطح. وحتى تتمدد فقاعات البخار، يجب أن تكون درجة الحرارة مرتفعة بما يكفي ليتجاوز ضغط البخار الضغط المحيط (بصورة أساسية الضغط الجوي). فإذا قلت درجة الحرارة عن ذلك، ستنكمش فقاعات البخار وتختفي.
إن فرط الإحماء استثناء لهذه القاعدة البسيطة؛ فنرى في بعض الأحيان أن السائل لا يغلي رغم أن ضغط البخار قد تجاوز الضغط المحيط. والسبب هو قوة إضافية، التوتر السطحي، تضغط على نمو الفقاعات.
يجعل التوتر السطحي الفقاعات تتصرف مثل كرة مطاطية (ولنكن أكثر دقة، مثل كرة مطاطية غير تامة النفخ بحيث لا يزال المطاط مرنًا). فيزداد الضغط في الداخل بدرجة طفيفة بفعل «جلد الكرة» الذي يحاول الانكماش. وحتى تتمتد الفقاعة، يجب أن ترتفع درجة الحرارة ارتفاعًا طفيفًا فوق نقطة الغليان حتى تولد كمية كافية من ضغط البخار.
إن ما يجعل فرط الإحماء حالة متفجرة جدًا أنه من الأسهل أن تتمدد الفقاعات الكبرى عن الفقاعات الصغرى، مثلما يحدث عندما تنفخ بالونًا، فالجزء الجامد هو الذي يبتدئ النفخ. ثم يدفع الضغط الزائد بفعل التوتر السطحي وهذا يتناسب عكسيًا مع نصف قطر الفقاعة. وهذا يعني أنه إذا كان نصف قطر أكبر فقاعة في وعاء لا يتجاوز بضعة ميكرومتر فقط، فقد يحتاج التغلب على التوتر السطحي تجاوز نقطة الغليان بعدة درجات مئوية. وعندما تبدأ الفقاعة في الزيادة، ينخفض الضغط الناتج عن التوتر السطحي، بحيث تتمدد الفقاعة وتنفجر. من الناحية العملية، يوجد في معظم الأوعية خدوش أو غير ذلك من العيوب التي تعيق الجيوب الهوائية التي تمثل نقطة البداية للفقاعات. بيد أن وعاء السائل الذي يشتمل فقط على فقاعات مجهرية قد يصل إلى درجة فرط الإحماء بطريقة مأساوية.

## حدوث فرط الإحماء في فرن الميكروويف
يمكن أن يحدث فرط الإحماء عند تسخين وعاء ماء دون إفلاق في فرن الميكروويف. وعند إخراج الوعاء من الفرن، يبدو أن الماء لا يزال تحت نقطة الغليان. ولكن بمجرد إفلاق الماء، يتبخر بعضه بطريقة عنيفة ويتحول إلى بخار ويتناثر الماء المغلي خارج الوعاء. فقد يحدث الغليان عند تحريك الكوب أو إدخال أداة للتقليب أو إضافة أية مادة مثل القهوة الفورية أو السكر. وتزداد فرص حدوث فرط الإحماء عند استخدام الأوعية الناعمة، فالخدوش أو الفلوق يمكنها الاستحواذ على نسبة صغيرة من الجيوب الهوائية التي تعمل كنقاط التنوي. وتزيد فرص حدوث فرط الإحماء عند تكرار دورات التسخين والتبريد لوعاء دون إفلاق السائل، مثلما يحدث عند إعادة تسخين كوب القهوة المنسي دون إخراجه أولاً من فرن الميكروويف. ذلك أن دورات التسخين تقوم بإخراج الغاز من السائل بالتدريج. وهناك طرق لمنع حدوث فرط الإحماء في فرن الميكروويف، مثل وضع عصا خشبية في الوعاء أو استخدام وعاء به خدوش.

## أسطورة
هناك اعتقاد شائع أن فرط الإحماء يحدث فقط في المواد النقية. لكن هذا غير صحيح، فلقد شوهد فرط الإحماء في القهوة وغيرها من السوائل غير النقية. فالشوائب تحول دون فرط الإحماء إذا كونت نقاط تنوٍ (مناطق مضطربة انحبس داخلها الغاز)؛ فمثلاً تميل الرمال إلى إخماد فرط الإحماء في الماء. ويمكن أن يكوّن الغاز المذاب أيضًا نقاط تنوٍ عندما يخرج من المحلول ويكون فقاعات. بيد أن الشوائب مثل الملح أو السكر المذاب في الماء لتكوين محلول متجانس لا يمنع فرط الإحماء.